# Mark Blum
Mark Blum, född 14 maj 1950 i Newark i New Jersey, död 25 mars 2020 i New York, var en amerikansk skådespelare. Blum medverkade i filmer som Susan, var är du? (1985), Crocodile Dundee (1986) och Blind Date (1987). 
Mark Blum avled 25 mars 2020 av komplikationer orsakade av covid-19.

## Filmografi i urval
- Susan, var är du? (1985)
- Vänner för livet (1986)
- Crocodile Dundee (1986)
- Blind Date (1987)
- Presidio - Brottsplatsen (1988)
- Crocodile Dundee II (1988)
- Tre sängar för en ungkarl (1989)
- Roseanne (1992)
- På spaning i New York (1993–1999)
- I lagens namn (1993–2009)
- Miami (1995)
- Frasier (1997)
- Sopranos (1999)
- Advokaterna (2002)
- CSI: Miami (2004)
- Vem dömer Amy? (2004)
- I Don't Know How She Does It (2011)
- Succession (2018–2019)